# Parafia Matki Bożej Bolesnej w Kędzierzynie-Koźlu
Parafia Matki Bożej Bolesnej w Kędzierzynie-Koźlu – parafia rzymskokatolicka należąca do dekanatu Kędzierzyn diecezji opolskiej w metropolii katowickiej. Erygowana w 1940. Kościół parafialny wybudowany w 1928, mieści się w dzielnicy Kłodnica, będącej częścią Kędzierzyna-Koźla. Plebania znajduje się w budynku przy ul. Kłodnickiej 2.

## Proboszczowie
| Lista proboszczów parafii Matki Bożej Bolesnej w Kędzierzynie-Koźlu |                       |
| Okres                                                               | Proboszcz             |
| 1916–1927                                                           | ks. Ignacy Richter    |
| 1927–1930                                                           | ks. Alfred Hrabowski  |
| 1930–1946                                                           | ks. Józef Maruska     |
| 1946–1958                                                           | ks. Piotr Kowalczyk   |
| 1958–1963                                                           | ks. Jakub Sowa        |
| 1963–1966                                                           | ks. Piotr Stanoszek   |
| 1966–1972                                                           | ks. Franciszek Skiba  |
| 1972–1978                                                           | ks. Henryk Pawluk     |
| 1978–1985                                                           | ks. Zbigniew Kowalski |
| 1985–2018                                                           | ks. Ewald Kudlek      |
| 2018–                                                               | ks. Ryszard Podsiadło |

## Historia parafii
Początkowo mieszkańcy Kłodnicy należeli terytorialnie do sąsiedniej parafii św. Zygmunta i św. Jadwigi Śląskiej w Koźlu. W miarę wzrostu osadnictwa na obszarze Kłodnicy i wzrostu liczby ludności pojawiła się potrzeba posługi duchowej i co za tym idzie budowy kościoła. Starania wybudowania kościoła i utworzenia samodzielnej parafii mieszkańcy Kłodnicy podjęli na początku XX wieku, kiedy to 29 września 1907 utworzono Komitet Budowy Kościoła (niem. Kirchenbauverband) przy udziale kozielskiego proboszcza ks. Karla Kollara, wikariusza ks. Jana Niedzieli oraz przewodniczącego komitetu Józefa Glomba z myślą o pozyskaniu funduszy na budowę. W 1911 na obszarze Kłodnicy zaczął działać Katolicki Związek Mężczyzn i Młodzieńców, przyczyniając się do pomocy w zbiórce potrzebnych funduszy. Na dzień 13 lutego 1914 dysponowano kwotą na sumę około 32 000 RM ze 130 000 złotych marek niemieckich, na które opiewał wstępny kosztorys projektu budowy kościoła sporządzony w 1912 przez katowickiego architekta Fischera. Liczne trudności ze strony władz kościelnych oraz wybuch I wojny światowej odłożyły sprawę budowy kościoła. 4 sierpnia 1917 skierowano nawet do kard. Adolfa Bertrama specjalne pismo o wyrażenie zgody na budowę kościoła.
17 grudnia 1917 utworzono filię parafii w Koźlu, a ks. Ignacy Richter został mianowany jej pierwszym duszpasterzem. Jeszcze w tymże roku Marianna Drost ofiarowała murowany dom z ogrodem, w którym ostatecznie urządzono plebanię (wybudowany został w latach 70. XIX wieku). W starym budynku szkolnym urządzono natomiast tymczasową kaplicę, którą poświęcono 3 stycznia 1918 przez ks. dziekana Maksymiliana Wontropkę z parafii św. Mikołaja w Kędzierzynie. Powstały na terenie filii parafii kozielskiej pierwsze grupy modlitewne: tercjarze franciszkańscy, Sodalicja Mariańska, Związek misyjny im. Franciszka Ksawerego, Stowarzyszenie św. Cecylii oraz grupa Żywego Różańca. Ostatecznie po wybudowaniu i wyposażeniu nowego kościoła oraz jego konsekracji 20 listopada 1928 przez kard. Adolfa Bertrama, ks. Józef Maruska 10 marca 1940 przesłał pismo do biskupa wrocławskiego z prośbą o utworzenie samodzielnej parafii w Kłodnicy, którą 16 kwietnia 1940 erygowano specjalnym dekretem jako parafię pod wezwaniem Matki Bożej Bolesnej, a ks. Józef Maruska został jej pierwszym proboszczem. Początkowo w parafii był tylko proboszcz, a od 1955 proboszczowi przydzielono tymczasowo również wikariusza. 
3 lipca 2024 parafia otrzymała relikwie św. Szarbela Makhloufa, gdzie 28 dnia każdego miesiąca odbywają się nabożeństwa ku jego czci. Parafia liczy około 4000 wiernych .

## Grupy parafialne
- Dzieci Maryi
- Parafialny zespół muzyczny
- Służba Liturgiczna
- Wspólnota Żywego Różańca
- Zespół Charytatywny Caritas

## Zasięg parafii
- Kędzierzyn-Koźle:
  - dzielnica Kłodnica
    - osiedle Żabieniec

  - dzielnica Koźle-Port